# Décès en novembre 2019
Décès
- 2015
- 2016
- 2017
- 2018
- 2019
- 2020
- 2021
- 2022
- 2023

Pour une information complémentaire, voir la page d'aide.

| Date         | Nom                                            | Activités | Âge | Source           |
| ------------ | ---------------------------------------------- | --- | --- | ---------------- |
| 1er novembre | Romuald D'Souza (en)                           | Prêtre jésuite et pédagogue indien.                                                                                              | 94  | (en)             |
| 1er novembre | Gilles Fontaine                                | Astrophysicien et professeur canadien.                                                                                           | 71  |                  |
| 1er novembre | Izabella Galicka (pl)                          | Historienne de l'art polonaise.                                                                                                  | 88  | (pl)             |
| 1er novembre | Rina Lazo                                      | Artiste peintre mexicano-guatémaltèque.                                                                                          | 96  | (es)             |
| 1er novembre | Miguel Olaortúa Laspra (es)                    | Prélat catholique espagnol. | 56  | (es)             |
| 1er novembre | Johannes Schaaf                                | Réalisateur, metteur en scène, scénariste et acteur allemand.                                                                    | 86  | (de)             |
| 1er novembre | Paul Turner                                    | Réalisateur et scénariste britannique.                                                                                           | 73  | (en)             |
| 1er novembre | Günter Zehm (de)                               | Philosophe et journaliste allemand.                                                                                              | 86  | (de)             |
| 2 novembre   | Gustav Deutsch                                 | Réalisateur, décorateur et directeur artistique autrichien.                                                                      | 67  | (de)             |
| 2 novembre   | Maïté Duval                                    | Sculptrice et dessinatrice franco-néerlandaise.                                                                                  | 75  | [réf. souhaitée] |
| 2 novembre   | Norbert Eder                                   | Footballeur allemand. | 63  | (de)             |
| 2 novembre   | Sigvard Ericsson                               | Patineur de vitesse suédois, champion olympique et médaillé d'argent aux Jeux olympiques d'hiver de 1956.                        | 89  | (se)             |
| 2 novembre   | Bogaletch Gebre                                | Microbiologiste éthiopienne. | 66  | (en)             |
| 2 novembre   | Phillip E. Johnson                             | Écrivain, avocat et professeur de doit américain.                                                                                | 79  | (en)             |
| 2 novembre   | Marie Laforêt                                  | Chanteuse et actrice française.                                                                                                  | 80  |                  |
| 2 novembre   | Edmond Lay                                     | Architecte français. | 89  |                  |
| 2 novembre   | Dean Prentice                                  | Joueur canadien de hockey sur glace.                                                                                             | 87  | (en)             |
| 2 novembre   | Bohumil Tomášek                                | Basketteur tchécoslovaque puis tchèque.                                                                                          | 83  | (cs)             |
| 3 novembre   | Michel Eddé                                    | Homme politique libanais. | 91  |                  |
| 3 novembre   | Sorin Frunzăverde                              | Homme politique roumain. | 59  | (ro)             |
| 3 novembre   | Louis Lareng                                   | Anesthésiste, urgentiste et homme politique français, fondateur du SAMU.                                                         | 96  |                  |
| 3 novembre   | Friedemann Layer                               | Chef d'orchestre autrichien. | 78  |                  |
| 3 novembre   | Yvette Lundy                                   | Résistante française. | 103 |                  |
| 3 novembre   | Taku Mayumura                                  | Écrivain de science-fiction japonais.                                                                                            | 85  | (ja)             |
| 3 novembre   | Helmut Richter (de)                            | Poète, romancier et parolier allemand.                                                                                           | 85  | (de)             |
| 4 novembre   | Riad Beyrouti                                  | Peintre syrien. | 75  |                  |
| 4 novembre   | Jacques Dupont                                 | Cycliste français, champion aux Jeux olympiques d'été de 1948.                                                                   | 91  |                  |
| 4 novembre   | Eli Pasquale                                   | Joueur canadien de basket-ball.                                                                                                  | 59  | (en)             |
| 4 novembre   | Dmitri Vasilenko                               | Gymnaste russe, champion aux Jeux olympiques d'été de 1996.                                                                      | 43  | (ru)             |
| 5 novembre   | Omero Antonutti                                | Acteur italien. | 84  | (it)             |
| 5 novembre   | Félix Bourriot                                 | Historien français. | 97  |                  |
| 5 novembre   | Dominique Farran                               | Animateur de radio et journaliste français.                                                                                      | 72  |                  |
| 5 novembre   | Ernest J. Gaines                               | Écrivain afro-américain. | 86  |                  |
| 5 novembre   | Laurel Griggs                                  | Actrice et chanteuse américaine.                                                                                                 | 13  |                  |
| 5 novembre   | Georges Gutelman                               | Homme d'affaires belge. | 81  |                  |
| 5 novembre   | Jan Erik Kongshaug                             | Ingénieur du son et guitariste de jazz norvégien.                                                                                | 75  | (no)             |
| 5 novembre   | Anatoli Nogovitsine (ru)                       | Officier supérieur russe. | 67  | (ru)             |
| 5 novembre   | William Wintersole                             | Acteur américain. | 88  |                  |
| 5 novembre   | André Zimmermann                               | Cycliste français. | 80  |                  |
| 6 novembre   | Roger Bourderon                                | Historien français, spécialiste de l'histoire du communisme et de la Seconde Guerre mondiale, militant et élu du PCF.            | 90  |                  |
| 6 novembre   | Stephen Dixon                                  | Écrivain américain. | 83  | (en)             |
| 6 novembre   | Michael Fray                                   | Athlète jamaïcain. | 72  | (en)             |
| 6 novembre   | Robert Freeman                                 | Photographe britannique. | 82  | (en)             |
| 6 novembre   | Juliaan Lampens                                | Architecte brutaliste belge. | 93  | (nl)             |
| 6 novembre   | Jan Stráský                                    | Homme politique tchèque. | 78  |                  |
| 6 novembre   | Albert Tévoédjrè                               | Homme politique béninois. | 89  |                  |
| 7 novembre   | Gilles Bertin                                  | Musicien et chanteur français.                                                                                                   | 58  |                  |
| 7 novembre   | Remo Bodei                                     | Philosophe italien. | 81  | (it)             |
| 7 novembre   | José Antonio Fernández Prieto (es)             | Botaniste, écologue et biogéographe espagnol.                                                                                    | 69  | (es)             |
| 7 novembre   | Heinz Höher (de)                               | Footballeur, puis entraîneur allemand.                                                                                           | 81  | (de)             |
| 7 novembre   | Maria Perego                                   | Animatrice italienne. | 95  | (it)             |
| 7 novembre   | Jean Piqué                                     | Joueur de rugby à XV français.                                                                                                   | 84  |                  |
| 7 novembre   | Margarita Salas                                | Biochimiste et généticienne moléculaire espagnole.                                                                               | 80  | (es)             |
| 7 novembre   | Frank Saul                                     | Basketteur américain. | 95  | (en)             |
| 8 novembre   | Fred Bongusto                                  | Chanteur italien. | 84  | (it)             |
| 8 novembre   | Amor Chadli                                    | Médecin et homme politique tunisien.                                                                                             | 94  |                  |
| 8 novembre   | Lucette Destouches                             | Danseuse française, veuve de Louis-Ferdinand Céline.                                                                             | 107 |                  |
| 8 novembre   | Anatoly Krutikov                               | Footballeur, puis entraîneur soviétique, puis russe.                                                                             | 86  | (ru)             |
| 8 novembre   | Jackie Moore                                   | Chanteuse de rhythm and blues et de soul américaine.                                                                             | 73  | (en)             |
| 9 novembre   | George Breen                                   | Nageur américain, médaillé d'argent et de bronze olympique (1956, 1960).                                                         | 84  | (en)             |
| 9 novembre   | Carlyle August Luer                            | Botaniste américain. | 97  | (en)             |
| 9 novembre   | Brian Mawhinney                                | Homme politique britannique. | 79  | (en)             |
| 9 novembre   | Népal                                          | Rappeur et beatmaker français.                                                                                                   | 24  |                  |
| 9 novembre   | Džemma Skulme                                  | Peintre lettonne. | 94  | (lv)             |
| 10 novembre  | Annie Anzieu                                   | Psychanalyste et essayiste française.                                                                                            | 95  |                  |
| 10 novembre  | Maduzac (Marguerite Dunoyer de Segonzac, dite) | Peintre française. | 88  |                  |
| 10 novembre  | Lawrence G. Paull                              | Chef décorateur américain. | 81  | (en)             |
| 10 novembre  | T. N. Seshan                                   | Fonctionnaire et homme politique indien.                                                                                         | 86  | (en)             |
| 10 novembre  | István Szívós                                  | Poloïste hongrois, médaillé de bronze aux Jeux olympiques d'été de 1968 et 1980, d'argent en 1972 et champion olympique en 1976. | 71  | (hu)             |
| 11 novembre  | Bad Azz                                        | Rappeur américain. | 43  | (en)             |
| 11 novembre  | Zeke Bratkowski                                | Joueur américain de football américain.                                                                                          | 88  | (en)             |
| 11 novembre  | Jacky Imbert                                   | Criminel français. | 89  |                  |
| 11 novembre  | James Le Mesurier                              | Officier britannique. | 48  | (en)             |
| 11 novembre  | Charles Rogers                                 | Joueur américain de football américain.                                                                                          | 38  | (en)             |
| 11 novembre  | Ralph T. O'Neal                                | Homme politique britannique. | 85  | (en)             |
| 12 novembre  | Mitsuhisa Taguchi                              | Footballeur japonais. | 64  | (ja)             |
| 12 novembre  | Bénédict de Tscharner                          | Diplomate et écrivain suisse. | 82  | (de)             |
| 13 novembre  | Giorgio Corbellini                             | Prélat catholique italien. | 72  | (it)             |
| 13 novembre  | Arthur Marks                                   | Scénariste, réalisateur et producteur américain.                                                                                 | 92  | (en)             |
| 13 novembre  | Kieran Modra                                   | Athlète, nageur et coureur cycliste handisport australien, multiple champion et médaillé en 6e paralympiades.                    | 47  | (en)             |
| 13 novembre  | Raymond Poulidor                               | Cycliste français. | 83  |                  |
| 13 novembre  | Tom Spurgeon                                   | Écrivain et journaliste américain.                                                                                               | 50  | (en)             |
| 13 novembre  | José Veloso                                    | Footballeur espagnol. | 82  | (es)             |
| 14 novembre  | Maria Baxa                                     | Actrice italo-serbe. | 73  | (sr)             |
| 14 novembre  | Patrick « Tepa » D'hondt                       | Rappeur, animateur d'émissions-web et militant politique français.                                                               | 48  |                  |
| 14 novembre  | Anthony Grundy                                 | Basketteur américain. | 40  | (en)             |
| 14 novembre  | Jean Kergrist                                  | Acteur, metteur en scène et artiste de cirque français.                                                                          | 79  |                  |
| 14 novembre  | Branko Lustig                                  | Producteur américain. | 87  | (en)             |
| 15 novembre  | Harrison Dillard                               | Athlète de sprint et de haies américain, quadruple champion olympique (1948, 1952).                                              | 96  | (en)             |
| 15 novembre  | Vojtěch Jasný                                  | Réalisateur et scénariste tchécoslovaque puis tchèque.                                                                           | 93  | (cs)             |
| 15 novembre  | Marcel Mart                                    | Avocat, journaliste et homme politique luxembourgeois.                                                                           | 92  |                  |
| 15 novembre  | Gatien Moisan                                  | Peintre canadien. | 80  |                  |
| 16 novembre  | Gilbert Brunat                                 | Joueur de rugby à XV français.                                                                                                   | 61  |                  |
| 16 novembre  | Fernand Carton                                 | Linguiste et professeur d'université français.                                                                                   | 98  |                  |
| 16 novembre  | Fred Mella                                     | Chanteur français, ténor et soliste des Compagnons de la chanson.                                                                | 95  |                  |
| 16 novembre  | Éric Morena                                    | Chanteur français. | 68  |                  |
| 16 novembre  | Terry O'Neill                                  | Photographe britannique. | 81  | (en)             |
| 16 novembre  | Johnny Wheeler                                 | Footballeur anglais. | 91  | (en)             |
| 17 novembre  | Jiřina Čermáková                               | Joueuse de hockey sur gazon tchécoslovaque, médaillée d'argent aux Jeux olympiques d'été de 1980.                                | 75  | (cs)             |
| 17 novembre  | Yıldız Kenter                                  | Actrice turque. | 91  | (en)             |
| 17 novembre  | Jacek Kurzawinski                              | Volleyeur puis entraîneur polonais.                                                                                              | 57  | (pl)             |
| 17 novembre  | Jean Pelazzo                                   | Footballeur français. | 90  |                  |
| 17 novembre  | Maximilian Raub                                | Kayakiste autrichien, médaillé de bronze aux Jeux olympiques d'été de 1952 et à ceux de 1956.                                    | 93  | (de)             |
| 17 novembre  | Tuka Rocha                                     | Pilote de courses automobile brésilien.                                                                                          | 36  | (en)             |
| 18 novembre  | Sandrine Daudet                                | Patineuse de vitesse sur piste courte française.                                                                                 | 47  |                  |
| 18 novembre  | Norodom Bopha Devi                             | Princesse cambodgienne. | 76  |                  |
| 18 novembre  | Bertrand Dufourcq                              | Diplomate français. | 86  |                  |
| 18 novembre  | Laure Killing                                  | Actrice française. | 60  |                  |
| 18 novembre  | Brad McQuaid                                   | Créateur de jeux vidéo et homme d'affaires américain.                                                                            | 51  | (en)             |
| 18 novembre  | Luc Ponette                                    | Acteur franco-belge. | 81  | … …              |
| 19 novembre  | Sauveur Agostini                               | Footballeur français. | 66  |                  |
| 19 novembre  | Hervé Baslé                                    | Réalisateur, auteur et scénariste français.                                                                                      | 81  |                  |
| 19 novembre  | Purita Campos                                  | Dessinatrice de bande dessinée espagnole.                                                                                        | 82  | (es)             |
| 19 novembre  | Martinus Dogma Situmorang                      | Prélat catholique indonésien. | 73  | (en)             |
| 19 novembre  | Viviane Isambert-Jamati                        | Sociologue française. | 94  |                  |
| 19 novembre  | D. M. Jayaratne                                | Homme d'État sri-lankais. | 88  |                  |
| 19 novembre  | Tom Lyle                                       | Artiste de comics américain. | 66  |                  |
| 19 novembre  | Colette Senghor                                | Muse et personnalité politique française, épouse de Léopold Sédar Senghor.                                                       | 93  |                  |
| 19 novembre  | Rémy Stricker                                  | Musicologue, pédagogue et producteur de radio français.                                                                          | 83  |                  |
| 20 novembre  | Fábio Barreto                                  | Réalisateur brésilien. | 62  | (pt)             |
| 20 novembre  | Jake Burton Carpenter                          | Snowboarder américain. | 65  | (en)             |
| 20 novembre  | Zoltán Dömötör                                 | Poloïste hongrois, médaillé de bronze aux Jeux olympiques d'été de 1968 et 1960, champion olympique en 1964.                     | 84  | (hu)             |
| 20 novembre  | Mary Lowe Good                                 | Chimiste américaine. | 88  | (en)             |
| 20 novembre  | Wataru Misaka                                  | Joueur américano-japonais de basket-ball.                                                                                        | 95  | (en)             |
| 20 novembre  | Bernard Morteyrol                              | Peintre français. | 77  |                  |
| 20 novembre  | Michael J. Pollard                             | Acteur américain. | 80  |                  |
| 20 novembre  | Marilyn Yalom                                  | Historienne américaine. | 87  | (en)             |
| 21 novembre  | Yaşar Büyükanıt                                | Militaire et homme politique turc.                                                                                               | 79  | (en)             |
| 21 novembre  | Bengt-Erik Grahn                               | Skieur alpin suédois. | 78  | (se)             |
| 21 novembre  | Andrée Lachapelle                              | Actrice canadienne. | 88  |                  |
| 21 novembre  | Gahan Wilson                                   | Auteur de comics américain. | 89  | (en)             |
| 22 novembre  | Ridha Ben Haj Khalifa                          | Auteur-compositeur-interprète tunisien.                                                                                          |     |                  |
| 22 novembre  | Eugène Camara                                  | Homme d'État guinéen. | 77  |                  |
| 22 novembre  | Stephen Cleobury                               | Organiste et chef de chœur britannique.                                                                                          | 70  | (en)             |
| 22 novembre  | Jean Douchet                                   | Cinéaste, critique et historien du cinéma français.                                                                              | 90  |                  |
| 22 novembre  | Eddie Duran                                    | Guitariste de jazz américain. | 94  |                  |
| 22 novembre  | Gaston Durnez                                  | Journaliste belge. | 91  | (nl)             |
| 22 novembre  | Daniel Leclercq                                | Joueur puis entraîneur français de football.                                                                                     | 70  |                  |
| 22 novembre  | Joaquim Moutinho da Silva Santos               | Pilote de rallyes automobile portugais.                                                                                          | 67  | (pt)             |
| 22 novembre  | Eduardo Nascimento                             | Chanteur angolo-portugais. | 75  | (pt)             |
| 22 novembre  | Cecilia Seghizzi                               | Compositrice, peintre et supercentenaire italienne.                                                                              | 111 | (it)             |
| 22 novembre  | Bowen Stassforth                               | Nageur américain, médaillé d'argent aux Jeux olympiques d'été de 1952.                                                           | 93  | (en)             |
| 23 novembre  | Asunción Balaguer                              | Actrice espagnole. | 94  | (es)             |
| 23 novembre  | Marco Del Re                                   | Graveur et peintre italien. | 69  |                  |
| 23 novembre  | Francesc Gambús                                | Homme politique espagnol. | 45  | (es)             |
| 23 novembre  | Barbara Hillary                                | Exploratrice américaine. | 88  | (en)             |
| 23 novembre  | Patrice Tirolien                               | Homme politique français. | 73  |                  |
| 23 novembre  | Liliane Valceschini                            | Ouvrière et syndicaliste suisse.                                                                                                 | 81  |                  |
| 24 novembre  | Jean-Paul Benzécri                             | Mathématicien français. | 87  |                  |
| 24 novembre  | Claude Béland                                  | Avocat et administrateur de société canadien.                                                                                    | 87  |                  |
| 24 novembre  | Goo Hara                                       | Actrice et chanteuse sud-coréenne.                                                                                               | 28  | (en)             |
| 24 novembre  | Clive James                                    | Écrivain australien. | 80  | (en)             |
| 24 novembre  | Jean Morel                                     | Vétéran français, membre du commando Kieffer.                                                                                    | 97  |                  |
| 24 novembre  | Juan Orrego-Salas                              | Compositeur chilo-américain. | 100 | (es)             |
| 24 novembre  | Joan Staley                                    | Actrice américaine. | 79  | (en)             |
| 24 novembre  | Lioudmila Verbitskaïa                          | Philologue russe. | 83  | (en)             |
| 25 novembre  | André Bisson                                   | Professeur canadien. | 90  |                  |
| 25 novembre  | Larry W. Hurtado                               | Bibliste, théologien et professeur d'université britannique.                                                                     | 75  | (en)             |
| 25 novembre  | Charlot Jeudy                                  | Militant haïtien. | 35  |                  |
| 25 novembre  | Alain Porthault                                | Joueur de rugby à XV et sprinteur français.                                                                                      | 90  |                  |
| 25 novembre  | Gohar Vartanian                                | Espionne soviétique. | 93  | (en)             |
| 26 novembre  | Howard Cruse                                   | Auteur de bande dessinée américain.                                                                                              | 75  | (en)             |
| 26 novembre  | Stefan Danailov                                | Acteur bulgare. | 76  | (en)             |
| 26 novembre  | Yeshi Donden                                   | Médecin traditionnel tibétain.                                                                                                   | 92  | (en)             |
| 26 novembre  | Ken Kavanagh                                   | Pilote de moto et d'auto australien.                                                                                             | 95  | (en)             |
| 26 novembre  | Köbi Kuhn                                      | Joueur puis entraîneur suisse de football.                                                                                       | 76  |                  |
| 26 novembre  | Bruno Nicolè                                   | Footballeur italien. | 79  |                  |
| 26 novembre  | Gerald Regan                                   | Homme politique canadien. | 91  | (en)             |
| 26 novembre  | Andy Scherrer                                  | Musicien de jazz suisse. | 73  | (de)             |
| 27 novembre  | Vittorio Congia                                | Acteur italien. | 89  | (it)             |
| 27 novembre  | Godfrey Gao                                    | Acteur et mannequin malaisien puis canadien.                                                                                     | 35  | (en)             |
| 27 novembre  | Jaegwon Kim                                    | Philosophe sud-coréen puis américain.                                                                                            | 85  | (en)             |
| 27 novembre  | William Ruckelshaus                            | Avocat et haut fonctionnaire américain.                                                                                          | 87  | (en)             |
| 28 novembre  | Ernest Cabo                                    | Évêque français. | 86  |                  |
| 28 novembre  | Padú del Caribe                                | Musicien arubéen. | 99  | (en)             |
| 28 novembre  | Grethe G. Fossum                               | Femme politique norvégienne. | 74  | (no)             |
| 28 novembre  | Lucien Jacob                                   | Homme politique français. | 89  |                  |
| 28 novembre  | Endel Taniloo                                  | Sculpteur estonien. | 96  | (et)             |
| 28 novembre  | Pim Verbeek                                    | Entraîneur de football néerlandais.                                                                                              | 63  | (en)             |
| 29 novembre  | Marie-Dominique Dessez                         | Actrice française. | 59  |                  |
| 29 novembre  | Makio Inoue                                    | Acteur de doublage japonais. | 80  |                  |
| 29 novembre  | Serge Lindier                                  | Dessinateur français. | 67  |                  |
| 29 novembre  | Roman Malek                                    | Prêtre, professeur d'université, sinologue et philosophe allemand.                                                               | 68  |                  |
| 29 novembre  | Yasuhiro Nakasone                              | Homme d'État japonais, 45e Premier ministre du pays.                                                                             | 101 | (en)             |
| 29 novembre  | Michel Sementzeff                              | Peintre et lithographe figuratif français.                                                                                       | 86  |                  |
| 29 novembre  | Claude Sempère                                 | Journaliste français. | 55  |                  |
| 29 novembre  | Galland Semerand                               | Peintre haïtien | 66  |                  |
| 29 novembre  | Paul Villeneuve                                | Géographe canadien. | 76  | .                |
| 30 novembre  | Bernard Chevalier                              | Historien et professeur d'université français.                                                                                   | 95  |                  |
| 30 novembre  | Odette Grzegrzulka                             | Femme politique française. | 72  |                  |
| 30 novembre  | Michael Howard                                 | Historien et professeur d'université britannique.                                                                                | 97  | (en)             |
| 30 novembre  | Mariss Jansons                                 | Chef d'orchestre letton. | 76  | (en)             |
| 30 novembre  | Petr Málek                                     | Tireur sportif tchécoslovaque puis tchèque, médaillé d'argent aux Jeux olympiques d'été de 2000.                                 | 58  | (cs)             |
| 30 novembre  | Brian Tierney                                  | Historien et professeur d'université britannique.                                                                                | 97  | (en)             |